# Schloss Schwarzenberg (Sachsen)
 For alternative betydninger, se Schloss Schwarzenberg. (Se også artikler, som begynder med Schloss Schwarzenberg)
Slottet Schloss Schwarzenberg var et forsvarsanlæg fra middelalderen og præger ved siden af St.-Georgen-Kirche byen Schwarzenberg i Erzgebirgskreis i Sachsen.

## Historie
Slottet blev formodentlig bygget i det 12. århundrede og dannede udgangspunkt for bosætningen i Schwarzenberg og de nærmeste omgivelser. Den oprindelige borg fik sit nuværende udseende gennem ombygningen til jagtslottet "kurfürstlich-sächsischen Jagdschloss" fra 1555 til 1558 for kurfyrsten, August von Sachsen.I 1851-52 blev det ubeboede befæstningstårn og sydfløjen forhøjet. Fra 1875 til 1876 blev der bygget en forvaltningsbygning.
Det trefløjede anlæg omgiver en højre-hjørnet gård. Befæstningstårnet i vest, hovedbygningen i øst og en mellem-bygning i syd. Den oprindelige ringmur i nord blev erstattet af en forvaltningsbygning. Den underste del af befæstningstårnet stammer fra det 12. århundrede og er den ældste del af anlægget. Tårnet blev i det 19. århundrede forhøjet med to etager og fik i stedet for et klokkeformet tårn fra det 16. århundrede et kegleformet tag. Tårnstuetilbygningen i tre etager i den vestlige del af befæstningstårnet har trekantede sengotiske kamtakkede gavle. De blev formodentlig bygget i slutningen af det 15. århundrede - og i slutningen af 1970'erne. Mellem-bygningen blev i forbindelse med ombygningen 1555-1558 udvidet og i midten af det 19. århundrede forhøjet med to etager. Ved den nordøstlige del af hovedbygningen er der et hjørnetårn med en vindeltrappe ud til gården fra det 16. århundrede. I de to øverste etager ses træskæringer i bjælkeloftet og rundbueportaler fra samme tid. I stueetagen er der udsmykninger fra det 18. og 19. århundrede. Slotsstuen har et fladt stukloft og ornamentale bemalede vindueskarme. Overetagen er udsmykket med vægmalerier fra det 18. og 19. århundrede. Slotskælderen er konstrueret som sydfløjens stueetage, som er forsynet med rundbuedøre med profilerede granitvægge konstrueret som tøndehvælvinger. Den nygotiske forvaltningsbygnings eskadrongavl er bygget som tårnstuebygningen.

## Slotsmuseet
Siden 1954 har byens museum været på slottet. Af og til er der tidsbegrænsede udstillinger. Der er udstillinger om slottets og byens historie, regionens minedrift, den kunstfærdige forarbejdning af jern og tin og kniplinger. 2006 åbnede en udstilling i slotstårnet med slottets tårn- og justitshistorie. Museets bibliotek har over 10000 bind, hvoraf der er ca. 6500 titler med regionens historie.
- Smedearbejder
- Støbejernovn
- Jernmøbler
- Kniplingskrave